# Arcomie
Arcomie est une ancienne commune française, située dans le département de la Lozère en région Occitanie.

## Géographie
Elle est située dans le nord de la Lozère, à la limite du Cantal, entre Aubrac et Margeride.

### Hydrographie
Elle est traversée par le ruisseau d'Arcomie, affluent de la Truyère en rive gauche, qui y prend naissance.

### Voies de communication et transports
Elle est reliée au Bacon, chef-lieu des Monts-Verts par la RD 70. Elle est bordée à l'est par l'A 75 (accès aire de la Lozère). Elle est également traversée par la ligne ferroviaire de Béziers à Neussargues, dont la gare d'Arcomie n'est plus en service.

## Histoire
Le 1er janvier 1973, la commune fusionne avec deux communes : Le Bacon et Berc, pour constituer la nouvelle commune nommée Les Monts-Verts,. Elle prend alors le statut de commune associée qu'elle conserve jusqu'au 17 juillet 1990  où la fusion simple est substituée à la fusion-association (arrêté préfectoral du 17 juillet 1990).

## Politique et administration

### Liste des maires jusqu'au31 décembre 1972
| Période | Période          | Identité      | Étiquette | Qualité |
| ------- | ---------------- | ------------- | --------- | ------- |
|         | 31 décembre 1972 | Joseph Farges |           |         |

### Liste des maires du1erjanvier 1973au17 juillet 1990
| Période | Période | Identité | Étiquette | Qualité |
| ------- | ------- | -------- | --------- | ------- |
|         |         |          |           |         |

## Culture locale et patrimoine

### Lieux et monuments
- Église Sainte-Madeleine (XIIe siècle)[3].

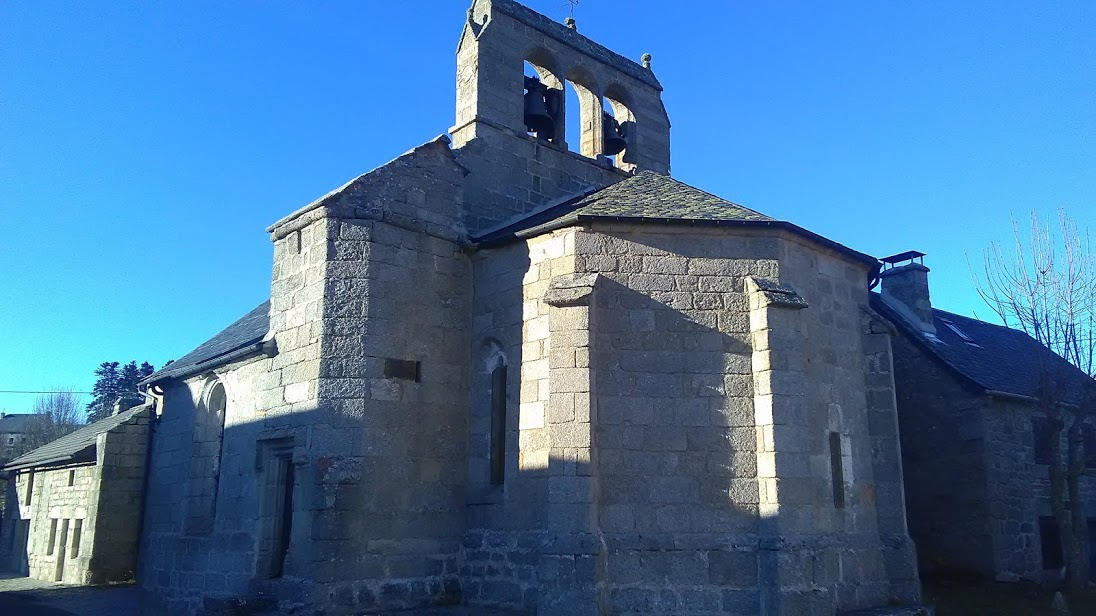
Église d'Arcomie, chevet côté sud-est.
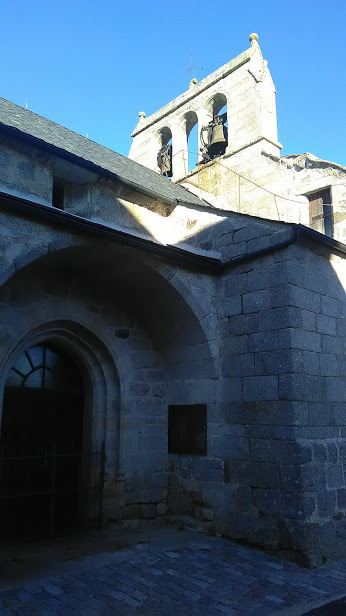
Église d'Arcomie, le portail et le clocher.
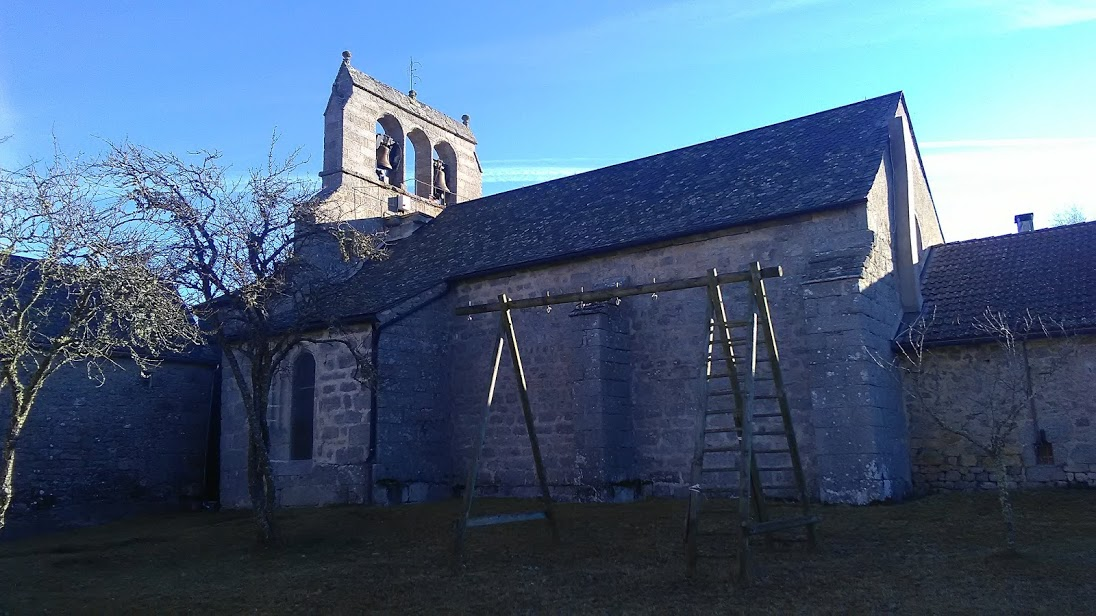
Église d'Arcomie, vue côté nord.

- Ancienne gare d'Arcomie, sur la ligne de Béziers à Neussargues.
- Aire de la Lozère, sur l'A 75, avec son géoscope et son arboretum.